# Physospermopsis alepidioides
Physospermopsis alepidioides är en flockblommig växtart som först beskrevs av H.Wolff och Hand.-mazz., och fick sitt nu gällande namn av R.H.Shan. Physospermopsis alepidioides ingår i släktet Physospermopsis och familjen flockblommiga växter. Inga underarter finns listade i Catalogue of Life.